# Mellizos LG
Los Mellizos LG (en coreano LG 트윈스) son un equipo de béisbol profesional fundado en 1982, es uno de los equipos fundadores del béisbol profesional coreano. Los Mellizos son miembros de la Organización Coreana de Béisbol, en la cual han logrado 2 títulos del campeonato local, primero fueron patrocinados por la compañía de medios Munhwa Broadcasting Corporation por lo cual la franquicia llevaba el nombre de Dragones Azules MBC, hasta 1989. Tienen sede en Seúl en el Estadio de Béisbol Jamsil compartiendo el campo con los Osos Doosan. LG ha sido su principal patrocinante desde 1990, que fue el año en que el club obtuvo el primer título.
2 Títulos locales
1990·1994

## Jugadores
Róster de LG Twins actualizado el 31 de agosto de 2013.